# سي وورلد أورلاندو

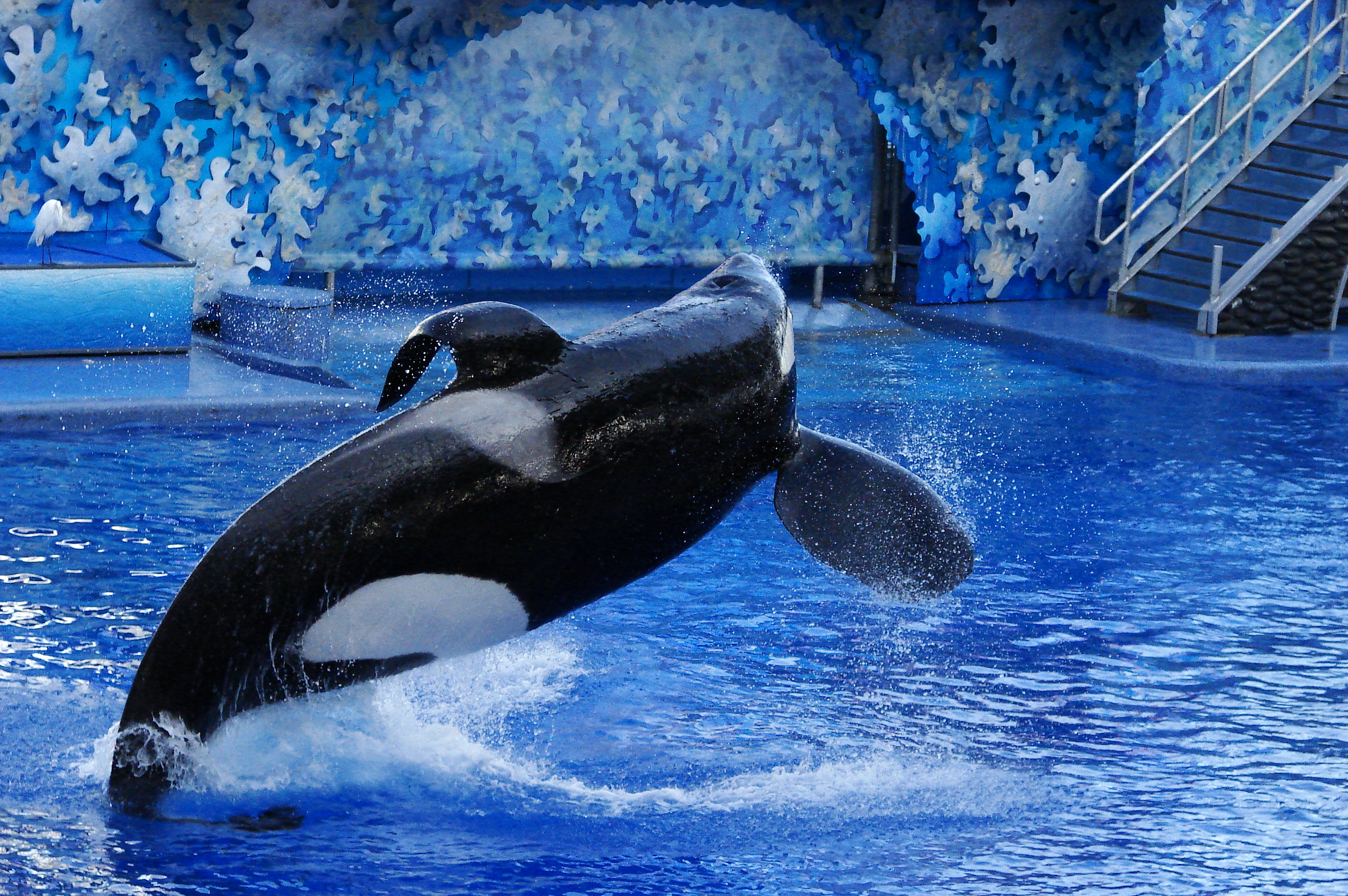
عرض لحوت في سي وورلد

سي وورلد أورلاندو (بالإنجليزية: SeaWorld Orlando) هي مدينة ترفيهية وحديقة حيوان تقع في أورلاندو، فلوريدا . تملكها وتشغلها شركة سي وورلد وهي شركة تابعة ل مجموعة بلاكستون . افتتحت الحديقة في 15 ديسمبر 1973 .

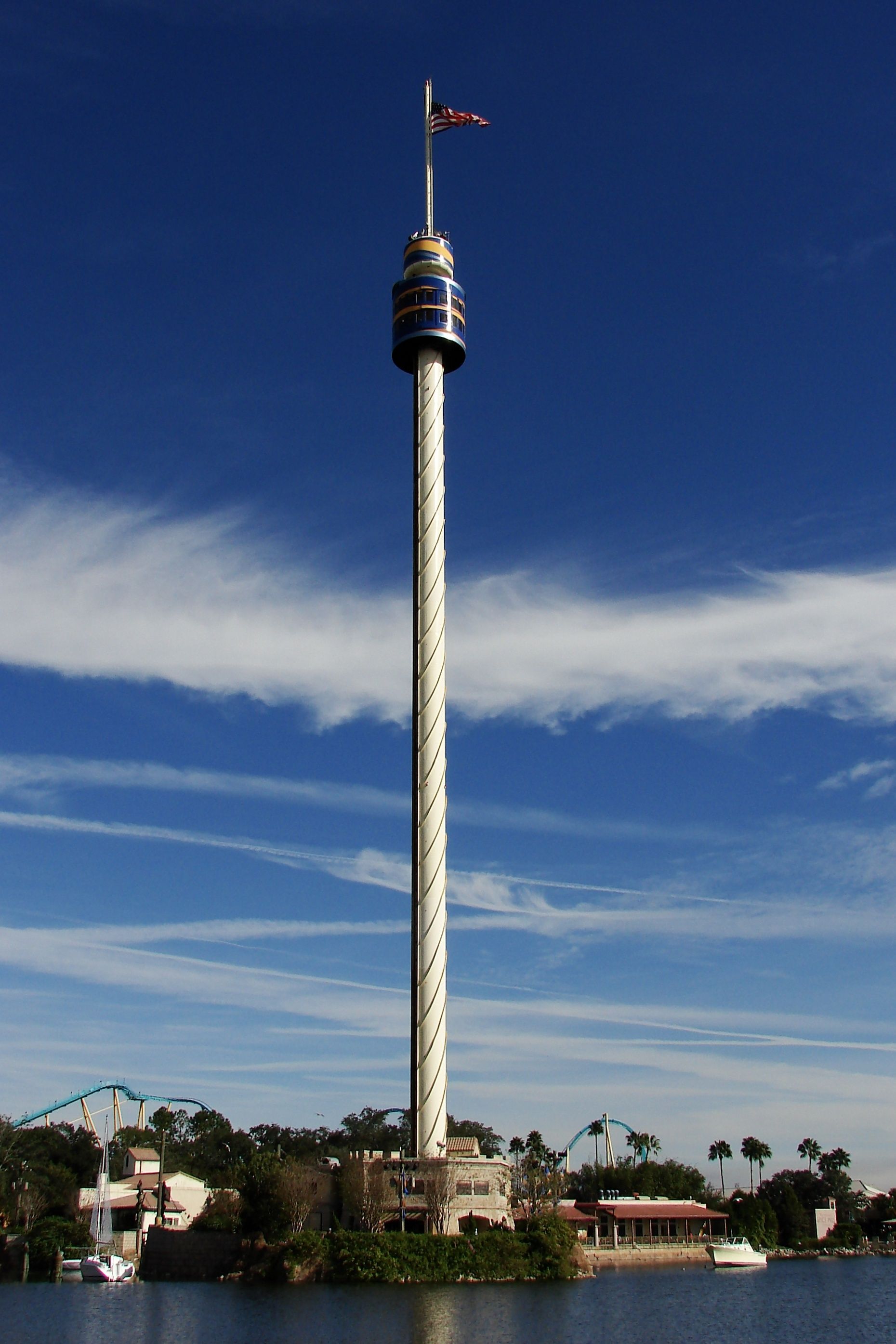
برج الفضاء